# Hank Pfister
Henry Hank Pfister (Bakersfield, 9 ottobre 1953) è un ex tennista statunitense.

## Carriera
Giocatore destro e dotato di un gran servizio, il californiano Pfister vinse complessivamente due titoli di singolo (Maui 1981, Newport 1983). Il 2 maggio 1983 occupò la posizione numero 19 della classifica ATP.
Nel doppio vinse due titoli al Roland Garros oltre ad altri nove titoli ATP ed è arrivato fino alla dodicesima posizione mondiale.
Hank Pfister, sposato con tre figlie è attualmente istruttore al Stockdale Country Club di Bakersfield.

## Statistiche

### Singolare

#### Vittorie (2)
| Numero | Anno | Torneo                                     | Superficie | Avversario in finale | Punteggio |
| 1.     | 1981 | Hawaiian Open, Maui                        | Cemento    | Tim Mayotte          | 6–4, 6–4  |
| 2.     | 1982 | Hall of Fame Tennis Championships, Newport | Erba       | Mike Estep           | 6-1, 7-5  |

### Doppio

#### Vittorie (11)
| Numero | Data | Torneo                                            | Superficie  | Compagno         | Avversari in finale            | Punteggio          |
| 1.     | 1976 | Hong Kong Open, Hong Kong                         | Cemento     | Butch Walts      | Anand Amritraj Ilie Năstase    | 6–4, 6–2           |
| 2.     | 1977 | Dayton Open, Dayton                               | Sintetico   | Butch Walts      | Jeff Borowiak Andrew Pattison  | 6–4, 7–6           |
| 3.     | 1978 | Open di Francia, Parigi                           | Terra rossa | Gene Mayer       | Manuel Orantes José Higueras   | 6–3, 6–2, 6–2      |
| 4.     | 1978 | U.S. Men's Clay Court Championships, Indianapolis | Terra rossa | Gene Mayer       | Jeff Borowiak Chris Lewis      | 6–3, 6–1           |
| 5.     | 1978 | Medibank International, Sydney                    | Erba        | Sherwood Stewart | Syd Ball Bob Carmichael        | 6–4, 6–4           |
| 6.     | 1980 | Open di Francia, Parigi (2)                       | Terra rossa | Victor Amaya     | Brian Gottfried Raúl Ramírez   | 1–6, 6–4, 6–4, 6–3 |
| 7.     | 1980 | Tokyo Indoor, Tokyo                               | Sintetico   | Victor Amaya     | Marty Riessen Sherwood Stewart | 6–3, 3–6, 7–6      |
| 8.     | 1981 | Tokyo Indoor, Tokyo (2)                           | Sintetico   | Victor Amaya     | Heinz Günthardt Balázs Taróczy | 6–4, 6–2           |
| 9.     | 1982 | Monterrey Grand Prix, Monterrey                   | Sintetico   | Victor Amaya     | Tracy Delatte Mel Purcell      | 6–3, 6–7, 6–3      |
| 10.    | 1982 | ATP Cleveland, Cleveland                          | Cemento     | Victor Amaya     | Matt Mitchell Craig Wittus     | 6–4, 7–6           |
| 11.    | 1982 | Los Angeles WCT, Los Angeles                      | Sintetico   | Kevin Curren     | Andy Andrews Drew Gitlin       | 4–6, 6–2, 7–5      |